# Achillea chamaemelifolia
Achillea chamaemelifolia là một loài thực vật có hoa trong họ Cúc. Loài này được Pourr. mô tả khoa học đầu tiên năm 1788.